# Eberhard von Alen

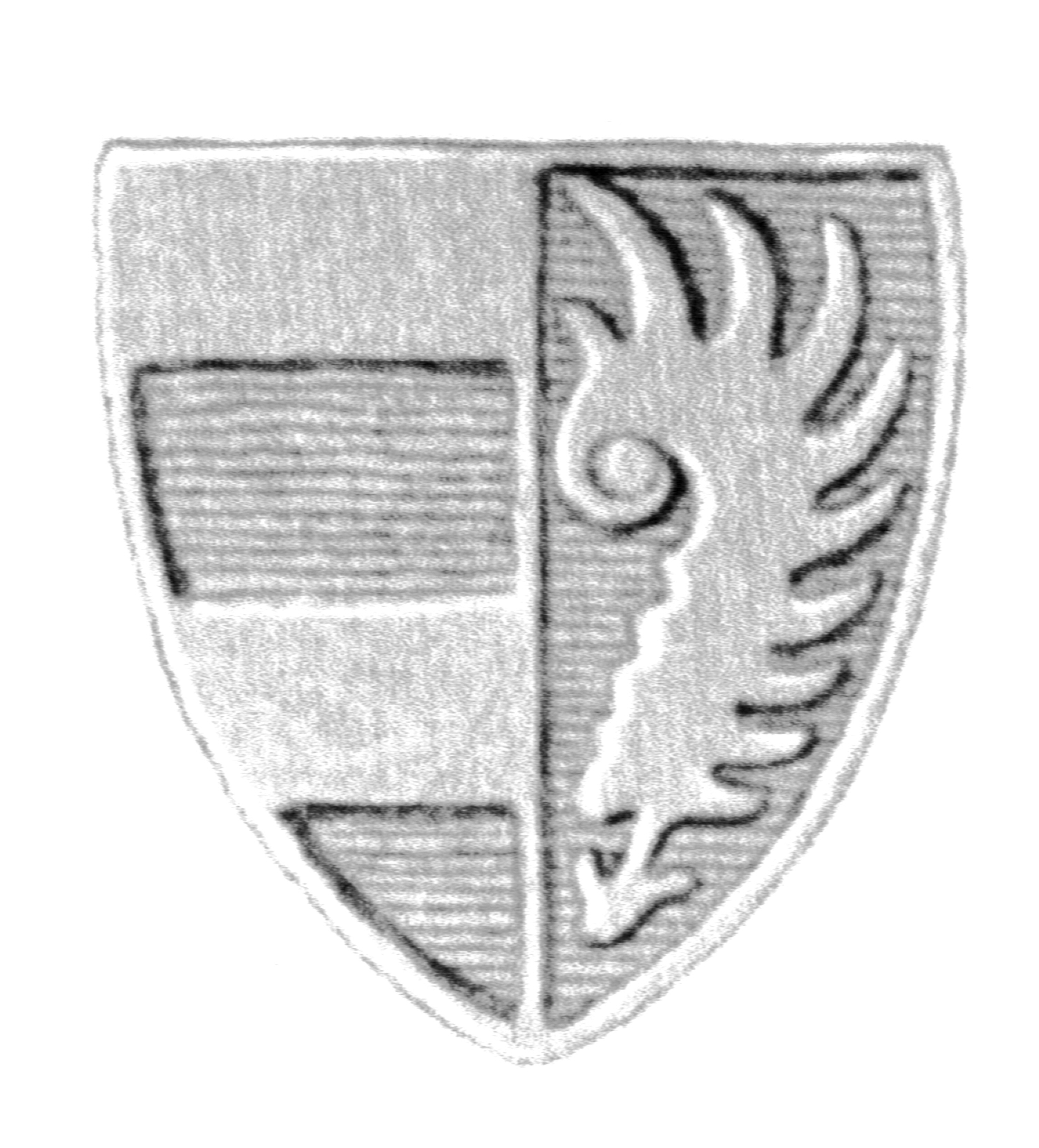
Siegel des Eberhard von Alen um 1337

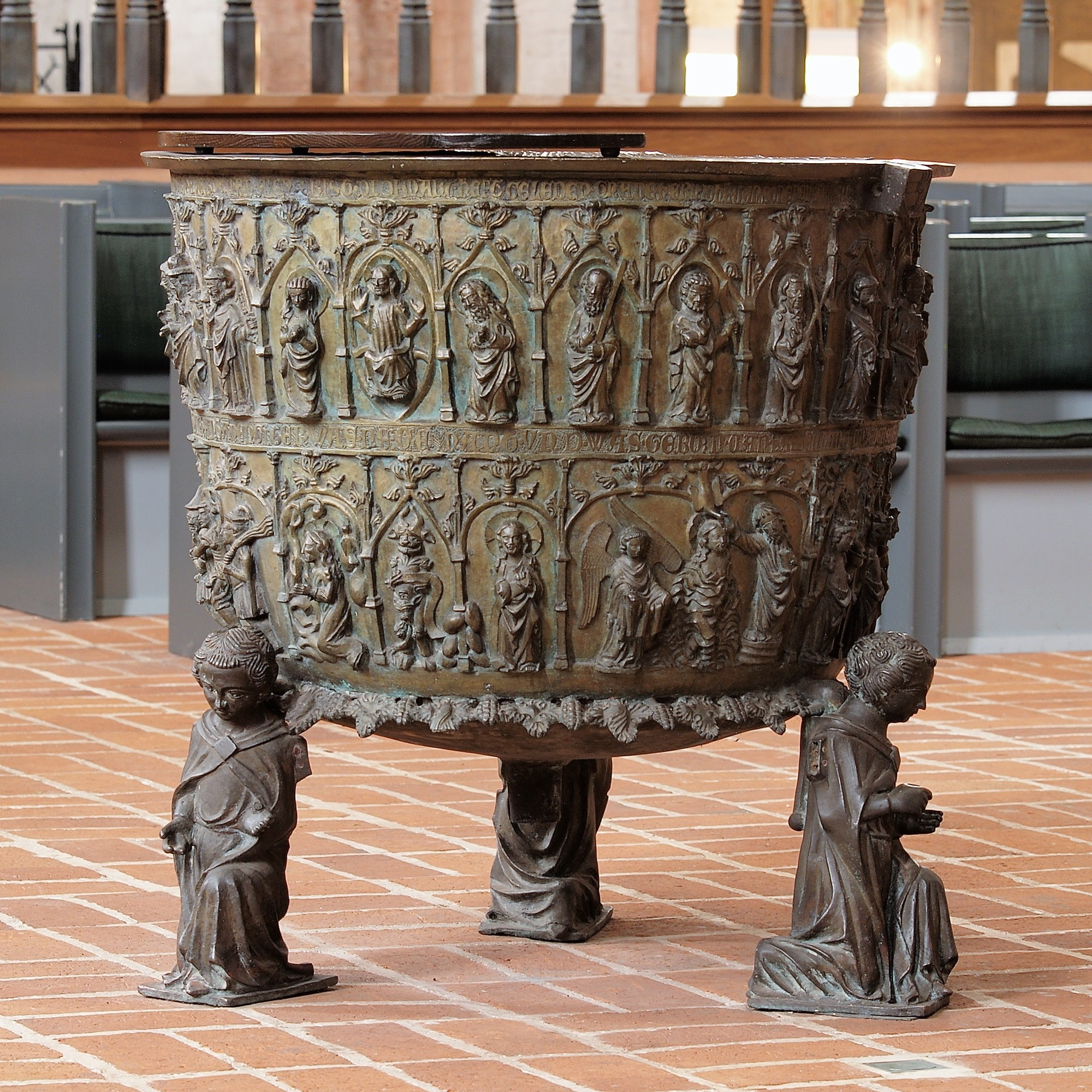
Stiftung Taufbecken in Marien

Eberhard von Alen (Geburtsdaten unbekannt; † 1342 wohl in Lübeck) war ein Bürgermeister der Hansestadt Lübeck.

## Leben
Eberhard von Alen war Sohn des gleichnamigen Gewandschneiders. Die in Lübeck ratsfähig gewordene Familie von Alen war aus Aalen in Württemberg zugewandert. Daneben bestanden im Mittelalter in Lübeck mindestens zwei weitere Familien des gleichen Namens, die untereinander nicht verwandt waren. Eberhard von Alen war Neffe des Ratsherrn Diedrich von Alen, der dem Rat von 1301 bis 1325 angehört hatte. Sein Neffe Eberhard wurde 1327 als consul in den Rat gewählt und ist für die Zeit von 1340 bis 1342 als Bürgermeister der Stadt nachgewiesen.
Gemeinsam mit dem Ratsherrn Johann von Schepenstede stiftete Eberhard von Alen 1337 der Lübecker Marienkirche das Taufbecken aus Bronze. Diese Fünte zeigt außen ein umlaufendes Relief, mit Personen und Szenen der Heilsgeschichte, so unten mit den Klugen und Törichten Jungfrauen und oben beispielsweise mit den Aposteln. Es wurde von Hans Apengeter gegossen und steht heute in der Mitte des Chorraums der Kirche. Alen war Eigentümer eines Gutes Kosmark auf der dänischen Insel Lolland, welches er im Jahr 1332 an Graf Johann III. von Holstein veräußerte. Er war auch einer der Mit-Testamentsvollstrecker am Nachlass des Bischofs Heinrich II. Bochholt. Der Lübecker Bürgermeister Tidemann Warendorp war sein Schwiegersohn.